# 올렉산드르 야코벤코 (축구 선수)
올렉산드르 파울로비치 야코벤코(우크라이나어: Олекса́ндр Па́влович Якове́нко, 1987년 6월 23일 ~ )는 왼쪽 윙어로 뛰었던 우크라이나의 전 축구 선수다.
그는 과거 메탈리스트 하르키우, 리르서에서 뛰었다. 2007-08 시즌 겨울 이적 시장에 그는 안데를레흐트로 임대되었고 정규 리그와 UEFA 컵에서 골들을 터트리며, 즉시 선발 선수로 기용되었다. 다음 여름 시장에 안데를레흐트는 그와 4년 정식 계약을 맺었다. 베스테를로에서 두 시즌의 임대 생활을 마친 뒤, 야코벤코는 2012년에 아우트헤베를레이 뢰번으로 임대를 택했다.

## 개인 삶
그는 우크라이나의 전 축구 선수이자 현 축구 코치인 파블로 야코벤코의 아들이다. 그의 남동생 유리 야코벤코 역시도 축구 선수이다.